# Rohaïta
La rohaïta és un mineral de la classe dels sulfurs. Rep el seu nom de John Rose Hansen (1937), professor de mineralogia danès de la Universitat de Copenhaguen.

## Característiques
La rohaïta és un sulfur de fórmula química (Tl,Pb,K)₂Cu8.7Sb₂S₄. Cristal·litza en el sistema ortoròmbic. En rares ocasions es troba en forma de cristalls euèdrics i subèdrics, de fins a 0,5 mm; normalment es troba en forma d'agregats irregulars. La seva duresa a l'escala de Mohs es troba entre 3 i 3,5.
Segons la classificació de Nickel-Strunz, la rohaïta pertany a «02.BD: Sulfurs metàl·lics, M:S > 1:1 (principalment 2:1), amb Hg, Tl» juntament amb els següents minerals: imiterita, gortdrumita, balcanita, danielsita, donharrisita, carlinita, bukovita, murunskita, talcusita, calcotal·lita, sabatierita, crookesita i brodtkorbita.

## Formació i jaciments
Es troba en filons tallant intrusions alcalines. Sol trobar-se associada a altres minerals com: calcocita, löllingita, cuprita, plata, analcima o sodalita. Va ser descoberta l'any 1978 a les presències de Rohaite, a Kvanefjeld, al complex intrusiu d'Ilímaussaq (Narsaq, Groenlàndia), l'únic indret on se n'ha trobat fins ara.